# یواس‌اس کنزینگتون (۱۸۶۲)
یواس‌اس کنزینگتون (۱۸۶۲) (به انگلیسی: USS Kensington (1862)) یک کشتی بود که طول آن ۱۹۵ فوت (۵۹ متر) بود. این کشتی در سال ۱۸۵۸ ساخته شد.